# Rockefeller Differential Analyzer
Der Rockefeller Differential Analyzer war ein Analogrechner, der in den 1930er Jahren mit finanzieller Unterstützung der Rockefeller-Stiftung von Vannevar Bush und Samuel H. Caldwell entwickelt wurde.
Der Rockefeller Differential Analyzer stellt eine  Weiterentwicklung des Differentialanalysators dar. Dabei wurde die Kopplung der Rechenelemente durch elektronische Verbindungen ersetzt (Servomotoren anstelle von Drehmomentverstärkern). Die Konfiguration erfolgte digital  über Lochstreifen.
Die Rechenmaschine wog 100 Tonnen, in ihr wurden 2000 Röhren, über 300 km Kabel, 150 Motoren und Tausende von Relais verwendet.
Sie war ab 1942 einsatzbereit, wurde aber wegen des Krieges erst nach 1945 publik gemacht. Der Rockefeller Differential Analyzer war bis zum Ende des Zweiten Weltkriegs die leistungsfähigste Rechenmaschine.